# Ernst Söderlund
Ernst Fritiof Söderlund, född 26 februari 1903 i Adolf Fredriks församling, Stockholm, död 14 oktober 1996 i Mariefred, var en svensk ekonomisk historiker.

## Biografi
Söderlund var elev till Eli Heckscher och disputerade 1943 vid Stockholms högskola med en uppmärksammad avhandling om Stockholms hantverkarklass under frihetstiden för vilken han kom att erhålla Arnbergska priset. Han var professor i ekonomisk historia vid Stockholms högskola 1949–1969.
Avhandlingen om Stockholms hantverkare var starten på en omfattande bok om Sveriges hantverkarklass under frihetstiden med titeln Hantverkarna, del 2, Stormaktstiden, frihetstiden och gustavianska tiden som i sin tur ingick i bokserien Den svenska arbetarklassens historia i tolv band. (Del 1 av Hantverkarnas historia i samma serie var författad av Folke Lindberg).
Söderlund gjorde sig känd genom att publicera ett stort antal verk i ämnet ekonomisk historia, specifikt bank- och brukshistoria. Bland annat sammanställde han ett verk i fem band om Fagerstabruken
och en bok på 400 sidor om Stockholms Enskilda Bank.
Utöver detta var han författare och medförfattare till en mängd läroböcker i historia för grund- och gymnasieskolan.
Han var också en av initiativtagarna bakom tidskriften Scandinavian Economic History Review. Ernst Söderlund är begravd på Mariefreds kyrkogård.